# Альянс червоних хакерів
«Альянс червоних хакерів» (англ. Red Hacker Alliance, кит.: 中国红客联盟) — неформальне об'єднання китайських хакерів, чисельність якого, за деякими оцінками, становить понад 80 000 чоловік, що робить його однією з найбільших хакерських груп у світі. За оцінками експертів у сфері інфобезпеки В. Овчинського і О. Ларіної, «Альянс червоних хакерів» є неформальною, але керованою владою КНР мережею, що включає хакерів не тільки з самого Китаю, але і з китайської  діаспори у всьому світі, тісно взаємодіє з Третім і Четвертим управліннями  Генштабу НВАК, які ведуть кібершпигунство і організовують  кібератаки . У грудні 2004 року Альянс закрив свій вебсайт і не подавав ознак активності до березня 2005 року, коли робота сайту було відновлено. За повідомленнями видань «Комп'ютерний світ Австралії» і InformationWeek, члени Альянсу брали участь у підготовці  DOS-атаки на сайт CNN.com 19 квітня 2008 року.